# Ueli Schnider
Ueli Schnider  (* 29. März 1990) ist ein ehemaliger Schweizer Skilangläufer.

## Werdegang
Schnider, der für die Gardes-frontière startete, nahm von 2008 bis 2022 vorwiegend am Alpencup teil. Sein erstes Weltcuprennen lief er im Dezember 2010 in Davos, welches er auf dem 68. Platz über 15 km klassisch beendete. Seine ersten Weltcuppunkte gewann er im Januar 2013 in Liberec mit dem 23. Platz im Sprint. Bei den Nordischen Skiweltmeisterschaften 2013 im Val di Fiemme belegte er den 47. Platz im Sprint. Zum Beginn der Saison 2014/15 gewann er im Sprint in Hochfilzen sein erstes Rennen im Alpencup und erreichte in Drammen mit dem 13. Platz im Sprint seine beste Platzierung im Weltcupeinzel. Bei den Nordischen Skiweltmeisterschaften 2015 in Falun errang er den achten Platz im Sprint und den fünften Rang mit der Staffel. Im März 2015 gewann er die letzte Etappe der Minitour beim Alpencup in Chamonix und damit auch die Minitour und erreichte damit den fünften Platz in der Gesamtwertung. Im selben Monat wurde er Schweizer Meister im Sprint, Teamsprint und im 50-km-Massenstartrennen. Zu Beginn der Saison 2015/16 beendete er die Nordic Opening in Ruka auf dem 78. Platz. Im Januar 2016 wurde er Schweizer Meister über 15 km klassisch. Im März 2016 gewann er zwei Etappen der Minitour beim Alpencup in Toblach. Bei den Schweizer Meisterschaften 2017 in Val Müstair wurde er Meister über 50 km klassisch und zusammen mit Erwan Käser im Teamsprint. In der Saison 2017/18 erreichte er mit fünf Top-Zehn-Platzierungen den vierten Platz in der Gesamtwertung des Alpencups. Bei den Olympischen Winterspielen 2018 in Pyeongchang kam er auf den 45. Platz im 50-km-Massenstartrennen und auf den 39. Rang im Sprint. Bei den Schweizer Meisterschaften 2018 wurde er Meister mit der Staffel und über 15 km klassisch.
In der Saison 2018/19 erreichte Schnider mit fünf Top-Zehn-Platzierungen, darunter Platz drei im 15-km-Massenstartrennen in Oberwiesenthal und Rang zwei im 20-km-Massenstartrennen in Nové Město, den sechsten Platz in der Gesamtwertung des Alpencups. Beim Saisonhöhepunkt, den Nordischen Skiweltmeisterschaften 2019 in Seefeld in Tirol, lief er auf den 23. Platz über 15 km klassisch, auf den 11. Rang zusammen mit Jovian Hediger im Teamsprint und auf den achten Platz mit der Staffel. Bei den Schweizer Meisterschaften 2019 in Engelberg holte er im 50-km-Massenstartrennen und zusammen mit Erwan Käser im Teamsprint jeweils die Goldmedaille. Auch bei den Schweizer Meisterschaften 2021 in Sedrun siegte er zusammen mit Erwan Käser im Teamsprint.

## Siege bei Continental-Cup-Rennen
| Nr. | Datum             | Ort            | Disziplin                       | Serie    |
| --- | ----------------- | -------------- | ------------------------------- | -------- |
| 1.  | 19. Dezember 2014 | Hochfilzen     | Sprint klassisch                | Alpencup |
| 2.  | 15. März 2015     | Chamonix       | 15 km Verfolgung klassisch 1    | Alpencup |
| 3.  | 15. März 2015     | Chamonix       | Gesamtwertung Etappenrennen     | Alpencup |
| 4.  | 11. März 2016     | Toblach        | 3,3 km Prolog Freistil          | Alpencup |
| 5.  | 12. März 2016     | Toblach        | 15 km klassisch Individualstart | Alpencup |
| 6.  | 17. März 2018     | Baqueira-Beret | 15 km klassisch Massenstart     | Alpencup |

## Teilnahmen an Weltmeisterschaften und Olympischen Winterspielen

### Olympische Spiele
- 2018 Pyeongchang: 39. Platz Sprint klassisch, 45. Platz 50 km klassisch Massenstart

### Nordische Skiweltmeisterschaften
- 2013 Val di Fiemme: 47. Platz Sprint klassisch
- 2015 Falun: 5. Platz Staffel, 8. Platz Sprint klassisch
- 2019 Seefeld in Tirol: 8. Platz Staffel, 11. Platz Teamsprint klassisch, 23. Platz 15 km klassisch

## Platzierungen im Weltcup

### Weltcup-Statistik
Die Tabelle zeigt die erreichten Platzierungen im Einzelnen.
- 1.–3. Platz: Anzahl der Podiumsplatzierungen
- Top 10: Anzahl der Platzierungen unter den ersten zehn
- Punkteränge: Anzahl der Platzierungen innerhalb der Punkteränge
- Starts: Anzahl gelaufener Rennen in der jeweiligen Disziplin
- Hinweis: Bei den Distanzrennen erfolgt die Einordnung gemäss FIS.

| Platzierung         | Distanzrennen a | Distanzrennen a | Distanzrennen a | Distanzrennen a | Distanzrennen a | Skiathlon Verfolgung | Sprint | Etappen- rennen b | Gesamt | Team   | Team    |
| Platzierung         | ≤ 5 km          | ≤ 10 km         | ≤ 15 km         | ≤ 30 km         | > 30 km         | Skiathlon Verfolgung | Sprint | Etappen- rennen b | Gesamt | Sprint | Staffel |
| ------------------- | --------------- | --------------- | --------------- | --------------- | --------------- | -------------------- | ------ | ----------------- | ------ | ------ | ------- |
| 1. Platz            |                 |                 |                 |                 |                 |                      |        |                   |        |        |         |
| 2. Platz            |                 |                 |                 |                 |                 |                      |        |                   |        |        |         |
| 3. Platz            |                 |                 |                 |                 |                 |                      |        |                   |        |        |         |
| Top 10              |                 |                 |                 |                 |                 |                      |        |                   |        | 2      | 1       |
| Punkteränge         |                 | 2               | 3               | 1               | 2               |                      | 7      |                   | 15     | 3      | 2       |
| Starts              | 1               | 4               | 19              | 5               | 3               | 6                    | 24     | 2                 | 64     | 3      | 2       |
| Stand: Karriereende |                 |                 |                 |                 |                 |                      |        |                   |        |        |         |

### Weltcup-Gesamtplatzierungen
| Saison  | Gesamt | Gesamt | Distanz | Distanz | Sprint | Sprint |
| Saison  | Punkte | Platz  | Punkte  | Platz   | Punkte | Platz  |
| ------- | ------ | ------ | ------- | ------- | ------ | ------ |
| 2012/13 | 8      | 149.   | -       | -       | 8      | 90.    |
| 2013/14 | 9      | 142.   | -       | -       | 9      | 88.    |
| 2014/15 | 37     | 99.    | 6       | 83.     | 31     | 52.    |
| 2015/16 | 11     | 123.   | 8       | 81.     | 3      | 94.    |
| 2016/17 | 13     | 129.   | 13      | 85.     | -      | -      |
| 2017/18 | 15     | 117.   | 15      | 79.     | -      | -      |
| 2018/19 | 24     | 105.   | 24      | 68.     | -      | -      |
| 2019/20 | 17     | 111.   | -       | -       | 7      | 76.    |